# Barcani
Barcani – wieś w Rumunii, w okręgu Covasna, w gminie Barcani. W 2011 roku liczyła 2351 mieszkańców.